# Liste der Monuments historiques in Dorlisheim
Die Liste der Monuments historiques in Dorlisheim führt die Monuments historiques in der französischen Gemeinde Dorlisheim auf.

## Liste der Bauwerke
| Bezeichnung                       | Beschreibung                                                                                                | Standort                 | Kennzeichnung | Schutzstatus | Datum | Bild           |
| --------------------------------- | --- | ------------------------ | ------------- | ------------ | ----- | -------------- |
| Protestantische Kirche St-Laurent | ab dem 12. Jahrhundert                                                                                      | Rue de l’Église (Lage)   | PA00084695    | Classé       | 1994  | weitere Bilder |
| Wohnhaus                          | Fachwerkhaus mit Mansarddach, zweite Hälfte des 18. Jahrhunderts                                            | 3, rue de la Paix (Lage) | PA00135142    | Inscrit      | 1995  | weitere Bilder |
| Langer Stein                      | hallstattzeitlicher Menhir auf einem Grabhügel; als Grenzmarkierung unter PA00084583 auch Altorf zugeordnet | (Lage)                   | PA00084696    | Classé       | 1930  |                |
| Brunnen                           | bezeichnet 1605                                                                                             | Grand Rue (Lage)         | PA00084697    | Inscrit      | 1932  | weitere Bilder |